# 마리우스 자코브

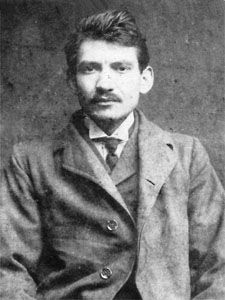
마리우스 자코브

알렉산더 자코브(Alexandre Jacob, 1879년 9월 29일 - 1954년 8월 28일) 혹은 마리우스 자코브(Marius Jacob)는 프랑스의 아나키스트이자 일리걸리스트이며 모리스 르블랑의 아르센 뤼팽의 모델중의 한명이다.

## 거친 시작
자코브는 마르세유 노동계급 가정에서 태어났다. 12살에 그를 시드니로 데려다줄 항해의 견습 선원으로서 등록했다. 이 항해에 대하여 그는 다음과 같이 언급한다. "나는 세계를 보았지만, 아름답지 않았다." 짧은 해적생활 이후 이를 너무 잔인하다고 여겨 거부했으며, 1897년 마르세유로 돌아와 선원으로서의 삶을 포기한다. 견습 조판공으로 일하며 아나키스트 미팅에 참석했고, 이때 미래의 아내가 될 로즈(rose)를 만난다.
19세기 후반의 의회의 사회주의자들은 종종 폭력적으로 노동계의 아나키스트들에게 반대했다. 사회주의자들은 선거 과정을 통해 합법적으로 권력을 얻으려고했다. 그러나 아나키스트들은 사회정의는 기존권력 구조를 통해 달성할 수 있는 것이 아니라, 노동계급이 직접 통제함으로서 얻어지는 것이라고 생각했다. 파리 코뮌의 억압 이후 벨 에포크 시대의 아나키스트들은 개인의 폭력이라는 형태를 띠기 시작했으며, 종종 국왕, 정치인, 군인, 경찰관, 독재자, 치안판사등이 그 목표였다. 무수한 아나키스트들이 감금되어 길로틴형에 직면 했다. 많은 이들에 의해 테러리스트로 간주됐던 라바콜(Ravachol) 같은 인물은 사형에 처해졌다.
사소한 절도행위 후에 그는 체포됐으며 징역 6개월형을 선고받는다. 이후 그는 자신을 재구성하는데 어려움을 겪었고, 그 시점에서 일종의 평화적 일리걸리즘이라는 태도를 취하기로 선택한다.

## 범죄 활동
1899년 7월 3일 툴롱(Toulon)에서 자코브는 5년의 감금생활을 피하기 위해 환각을 경험하는 척했다. 1900년 4월 19일 그는 남성 간호사의 도움으로 엑상프로방스의 정신병원에서 탈출해서 세트로 도망친다. 그곳에서 그는 "밤의 노동자들(the workers of the night)"이라는 조직을 만들었다. 이들의 원칙은 간단했다. 경찰에게서 자신의 삶과 자유를 지켜야 하는 상황이 아니라면 살인을 하지 말 것. 오직 사회의 기생충(보스, 판사, 군인, 사제)에게서만 훔칠 것이며, 건축가, 의사, 예술가 등의 유용한 직업을 대상으로 하지 않을 것. 그리고 마지막으로 훔쳐낸 돈의 일부는 아나키스트적 활동과 관계된 것에 투자하는 것이다. 자코브는 이상주의적 아나키스트들과 활동하는 것을 피했고 대신 범죄자들과 동료 일리걸리스트들과 함께했다.
그가 표적한 집에 주인이 있는지 확인하기 위해서, 자코브와 그의 갱단은 문틈에 종이를 끼워 넣고 그것이 제자리에 아직 있는지 확인하기 위해 다음날 돌아오곤 했다. 추가적으로 자코브는 문과 자물쇠를 따는 전문가가 되었다. 또 다른 영리한 범죄 수단은 윗층에서 아파트에 진입하는 방법이었다. 자코브는 작은 구멍을 통해 목표 아파트의 천장에 우산을 넣었고, 우산이 삽입된 뒤에 펼쳐서 천장을 뚫으면서 발생하는 잔해에 의한 소음을 줄였다.
1900년에서 1903년 사이 2명에서 4명으로 이루어진 그룹으로 활동하며 자코브는 파리와 그주변 지역 그리고 더욱 먼 지역에 걸쳐 150번가량 빈집을 털었다.
1903년 4월 21일의 아브빌에서의 작업은 탈출 과정에서 경찰을 죽였고, 자코브와 그의 2명의 공범들은 붙잡혔다. 2년 후 자코브는 아미엥의 법정에 출두했다. 아나키스트 지지자들이 도시에 몰려들었고, 그의 사상을 위한 플랫폼을 만들었다. "당신은 내가 누구인지 알고 있다. 반역한 사람, 그의 강도질의 산물로 살아간 자" 그는 길로틴형은 면했지만 카옌에서의 종신 강제 노동형을 선고받았다.

## 강제노동과 소생
카옌에서 그는 그의 아들을 결코 포기하지 않았던 그의 어머니 마리(Marie)와 연락을 유지했다. 그는 이곳에서 17번의 탈출을 감행했다.
강제노동형에 대한 전국적인 금지조치로 인하여 자코브는 도시로 돌아 왔으며 1927년까지 우울증에 시달렸다. 이후 루아르 계곡(Loire Valley)으로 이주하여 행상인이 되었고, 재혼을 하게 된다.
1929년 자코브는 아나키스트 신문인 리베르테르(Libertaire)의 편집자인 루이 루크앙(Louis Lecoin)에 소개되었다. 두 사람은 서로 닮은 점이 있었으며, 지속적인 우정을 이어갔다. 아나키스트 죄수인 사코와 반제티를 위한 국제적 지원 노력 이후, 그들은 스페인에서 사형당할 운명이었던 두루티의 인도를 막기 위해 지지를 표했다. 1936년 자코브는 스페인의 CNT를 도우려는 희망을 품고 바르셀로나로 향했지만, 곧 스페인에서의 투쟁은 희망이 없다는 것을 깨닫게 되었고, 프랑스로 돌아왔다.
만약 그가 프랑스 레지스탕스 운동에 직접적으로 참여하지 않았다면 파르티잔들은 그의 집을 피난처로 이용할 수 없었을 것이다. 그의 어머니는 1941년에 죽었고 그의 아내는 1947년에 친구들과 동지들에 둘러싸여 죽었다. 자코브는 결코 그의 범죄적 생활양식이나 의견을 포기하지 않았다.

## 왜 나는 빈집털이범이었는가?
| “ | 당신은 사람을 도둑이나 도적이라고 부른다. 당신은 그가 다른 무언가가 될 수 있었는지 스스로 묻지 않은 채, 그에게 법의 엄격함을 적용한다. 당신은 임대인이 빈집털이범이 된 것을 본 적이 있는가? 나는 이것을 결코 알지 못한다는 것을 인정한다. 그러나 나는 임대인도 땅주인도 아닌 자로서, 오직 그의 팔과 두뇌만을 가진 자로서 살아남기 위해 다르게 행동해야 했다. 사회는 나에게 3가지 존재의 수단만을 부여했다. 노동, 구걸 혹은 도둑질. 노동은 증오로부터 먼 것이며 나를 기쁘게 하는 것이다. 사람은 노동 없이는 살 수 없다. 그의 근육과 두뇌에는 소비해야 할 에너지가 충만하다. 내가 증오하는 것은 이 노동은 내가 결코 누리지 못할 부를 만든 것이었음에도, 비굴한 봉급을 받기 위해 피와 땀과 눈물을 흘려야 한다는 것이다. 말하자면, 나는 내가 비굴한 노동에 굴복하는 것을 경멸한다는 것을 발견했다. 구걸은 퇴보이며, 모든 존엄함의 부정이다. 모든 사람은 삶의 연회를 누릴 자격이 있다. 살아갈 권리는 구걸하는 것이 아니라, 쟁취하는 것이다. 도둑질은 보상이자 마땅히 누려야 할 소유물의 회복이다. 형벌 식민지에서처럼 공장에 수납되는 대신에, 내가 누려야 할 권리를 구걸하는 대신에, 나는 반역자가 되어 부자들에게 전쟁을 선포하고, 그들의 물건을 공격하면서 적과 대면해 싸우기로 결정했다. 물론 나는 당신이 내가 법에 복종하는 것을 바랬을 것이라는 점을 이해한다. 온순하고 녹초가된 노동자로서 비참한 급료를 위해 부를 창출하며 나의 육체가 고단함으로 쓰러지고 나의 두뇌가 흐려져 거리의 구석에서 죽어가길 바랬을 것이다. 그랬더라면 당신은 나를 "냉소적인 도적"이라고 부르지 않고 "근면한 노동자"라고 불렀을 것이다. | ” |
|   | — Marius Jacob, Why I Was a Burglar |   |

## 전기
- Écrits by Alexandre Marius Jacob
- Marius Jacob, the Anarchist Cambrioleur' ' by William Caruchet, Séguier editions
- An Anarchist of the Beautiful Time, Alexandre Jacob by Alain Sergent
- Lives of Alexandre Jacob 1879-1954 by Bernard Thomas, Fayard 1970, Mazarine 1998.
- Alexandre Jacob l'honnête cambrioleur by Jean-Marc Delpech, Atelier de création libertaire, 2008